# Coolio
Coolio, pseudoniem van Artis Leon Ivey Jr. (Monessen, 1 augustus 1963 – Los Angeles, 28 september 2022), was een Amerikaans rapper, acteur en platenproducer. Hij is vooral bekend van de hit Gangsta's Paradise, afkomstig van de soundtrack van de film Dangerous Minds.

## Levensloop
Coolio werd geboren in Monessen, Pennsylvania en groeide op in Compton, Californië. Na zijn middelbare school begon hij met zijn carrière in de muziek, maar hij moest vrijwel direct na het uitkomen van zijn eerste single tijdelijk stoppen, vanwege een verslaving aan cocaïne. Nadat hij van zijn verslaving af was geraakt, werkte Coolio enige tijd als veiligheidsmedewerker op de luchthaven en als vrijwilliger bij de brandweer, om in 1994 terug te keren in de muziekbranche. Zijn debuutalbum It Takes a Thief uit 1994 bevatte de hit Fantastic Voyage.
Zijn grootste succes behaalde hij met Gangsta's Paradise, een rap geschreven op de melodie van Pastime Paradise van Stevie Wonder. Aanvankelijk was Coolio's platenmaatschappij bang dat het nummer zou floppen, maar dankzij de film Dangerous Minds werd het een wereldwijde nummer 1-hit (waaronder in de Verenigde Staten en in Nederland). In 1996 won Coolio de Grammy "Beste Rap Solo" voor Gangsta's Paradise. De officiële clip is op YouTube meer dan 1 miljard keer bekeken. Van het nummer werd door Weird Al Yankovic een parodie gemaakt onder de titel Amish Paradise. Dit leidde tot een ruzie tussen Coolio en Weird Al Yankovic over de vraag of er al dan geen toestemming was verleend.
Het album Gangsta's Paradise, waarop ook de hit Too Hot (over de gevaren van aids) staat, kwam uit in 1996. Het derde album van Coolio (My Soul) uit 1998 verkocht slecht. Rond die tijd kwam hij ook met justitie in aanraking, onder meer in Duitsland (diefstal) en de Verenigde Staten. Coolio richtte een eigen platenlabel op en bracht in 2002 een nieuw album uit (El Cool Magnifico).
In 2002 maakte de rapper samen met andere hiphopartiesten het album Dexter's Laboratory: The Hip-Hop Experiment, geïnspireerd door de gelijknamige tekenfilmreeks op Cartoon Network.
In 2003 werkt hij samen met de Nederlandse groep Sat-R-Day op de single Don't Go, die door Rutger Kroese wordt geproduceerd.
Begin 2004 was Coolio te zien in de Comeback Show in Duitsland, waarin hij een nieuw platencontract probeerde te krijgen. Ook is Coolio bekend van de Amerikaanse komedieserie Kenan & Kel, waarvan hij het openingslied heeft gemaakt.
In 2016 werd Coolio veroordeeld tot drie jaar voorwaardelijke celstraf, omdat hij een geladen vuurwapen bij zich had op een vliegveld in Los Angeles.
Coolio overleed op 59-jarige leeftijd in Los Angeles aan een overdosis fentanyl. Hij was op tournee met andere sterren uit de jaren 90, zoals Vanilla Ice en Young MC. Hij was getrouwd van 1996 tot 2000 en had zes kinderen.

## Discografie

### Albums
| Album met eventuele hitnotering(en) in de Nederlandse Album Top 100 | Datum van verschijnen | Datum van binnenkomst | Hoogste positie | Aantal weken | Opmerkingen |
| ------------------------------------------------------------------- | --------------------- | --------------------- | --------------- | ------------ | ----------- |
| It Takes a Thief                                                    | 1994                  | 27-08-1994            | 54              | 7            |             |
| Gangsta's Paradise                                                  | 1995                  | 18-11-1995            | 13              | 30           |             |
| My Soul                                                             | 1997                  | 13-09-1997            | 29              | 7            |             |

| Album met hitnotering(en) in de Vlaamse Ultratop 200 albums | Datum van verschijnen | Datum van binnenkomst | Hoogste positie | Aantal weken | Opmerkingen |
| ----------------------------------------------------------- | --------------------- | --------------------- | --------------- | ------------ | ----------- |
| Gangsta's Paradise                                          | 1995                  | 03-02-1996            | 28              | 13           |             |
| My Soul                                                     | 1997                  | 13-09-1997            | 19              | 4            |             |

### Singles
| Single met eventuele hitnotering(en) in de Nederlandse Top 40 | Datum van verschijnen | Datum van binnenkomst | Hoogste positie | Aantal weken | Opmerkingen                                                                      |
| ------------------------------------------------------------- | --------------------- | --------------------- | --------------- | ------------ | -------------------------------------------------------------------------------- |
| Fantastic voyage                                              | 1994                  | 03-09-1994            | 31              | 4            |                                                                                  |
| Gangsta's paradise                                            | 1995                  | 21-10-1995            | 1(5wk)          | 19           | met L.V. / Platina                                                               |
| Too hot                                                       | 1996                  | 27-01-1996            | 12              | 5            | Alarmschijf                                                                      |
| 1-2-3-4 (Sumpin' new)                                         | 1996                  | 13-04-1996            | 18              | 6            |                                                                                  |
| It's all the way live (Now)                                   | 1996                  | 27-07-1996            | tip6            | -            |                                                                                  |
| Hit 'Em High (The Monstars Anthem)                            | 1997                  | 15-02-1997            | 4               | 10           | als The Monsters of Space Jam / met B-Real, Busta Rhymes, LL Cool J & Method Man |
| C U when U get there                                          | 1997                  | 19-07-1997            | 9               | 12           | met 40 Thevz / Alarmschijf                                                       |
| Ooh La La                                                     | 1997                  | 11-10-1997            | tip5            | -            |                                                                                  |

| Single met hitnotering(en) in de Vlaamse Ultratop 50 | Datum van verschijnen | Datum van binnenkomst | Hoogste positie | Aantal weken | Opmerkingen                                                                      |
| ---------------------------------------------------- | --------------------- | --------------------- | --------------- | ------------ | -------------------------------------------------------------------------------- |
| Gangsta's paradise                                   | 1995                  | 28-10-1995            | 1(4wk)          | 28           | met L.V.                                                                         |
| Too hot                                              | 1996                  | 17-02-1996            | 41              | 3            |                                                                                  |
| 1-2-3-4 (Sumpin' new)                                | 1996                  | 04-05-1996            | 49              | 1            |                                                                                  |
| Hit 'em high (The monstars' anthem)                  | 1997                  | 29-03-1997            | 35              | 7            | als The Monsters of Space Jam / met B-Real, Busta Rhymes, LL Cool J & Method Man |
| C U when U get there                                 | 1997                  | 16-08-1997            | 9               | 16           | met 40 Thevz                                                                     |
| Ooh la la la                                         | 1997                  | 08-11-1997            | 44              | 2            |                                                                                  |
| Change                                               | 2010                  | 02-01-2010            | tip22*          |              | met Ennio Morricone                                                              |

### NPO Radio 2 Top 2000
| Nummer met noteringen in de NPO Radio 2 Top 2000 | '14  | '15  | '16  | '17  | '18 | '19 | '20 | '21 | '22 | '23 | '24 |
| ------------------------------------------------ | ---- | ---- | ---- | ---- | --- | --- | --- | --- | --- | --- | --- |
| Gangsta's Paradise (met L.V.)                    | 1467 | 1121 | 1302 | 1281 | 845 | 963 | 830 | 629 | 271 | 401 | 464 |

1. ↑  Een vetgedrukt getal geeft de hoogste notering aan.
2. ↑  2014 was het eerste jaar met een notering voor dit nummer.